# Isoperla curvispina
Isoperla curvispina is een steenvlieg uit de familie Perlodidae. De wetenschappelijke naam van de soort is voor het eerst geldig gepubliceerd in 1938 door Wu.